# Hewettita
La hewettita és un mineral de la classe dels òxids que pertany i dona nom al grup de la hewettita. Rep el nom en honor de Donnel Foster Hewett (24 de juny de 1881, Irwin, Pennsilvània - 5 de febrer de 1971), de la U.S. Geological Survey, qui va estudiar la mineralogia de la mina Ragra, al Perú, sent el principal responsable del descobriment d'aquest jaciment, el més gran de vanadi més gran del món.

## Característiques
La hewettita és un vanadat de fórmula química CaV⁵⁺₆O₁₆(H₂O)₉. Es tracta d'una espècie aprovada per l'Associació Mineralògica Internacional, i publicada per primera vegada el 1914. Cristal·litza en el sistema monoclínic. Pot deshidratar-se reversiblement a metahewettita.
Segons la classificació de Nickel-Strunz, la hewettita pertany a «04.HE: Filovanadats» juntament amb els següents minerals: melanovanadita, shcherbinaïta, metahewettita, bariandita, bokita, corvusita, fernandinita, straczekita, häggita, doloresita, duttonita i cavoïta.
L'exemplar que va servir per a determinar l'espècie, el que es coneix com a material tipus, es troba conservat al Museu Nacional d'Història Natural, l'Smithsonian, situat a Washington DC (Estats Units), amb el número de registre: #87459.

## Formació i jaciments
És un mineral secundari resultat de l'alteració de la patronita o de l'alteració de minerals de vanadi menys oxidats. Va ser descoberta al Perú, concretament a la mina Ragra, situada al districte de Huayllay, dins la província de Pasco (departament de Pasco). També ha estat descrita en diverses localitats dels Estats Units i del Kazakhstan.